# Paulina Waldeck-Pyrmont
Paulina Waldeck-Pyrmont (niem. Emma Auguste Pauline Hermina zu Waldeck-Pyrmont, ur. 19 października 1855 w Arolsen; zm. 3 lipca 1925 w Wittgenstein) − niemiecka arystokratka, księżna Bentheim-Steinfurt.

## Życiorys
Rodzicami Pauliny byli: książę Jerzy Wiktor Waldeck-Pyrmont (1831-1893) i jego pierwsza żona - Helena Nassau-Weilburg (1831-1888), córka księcia Wilhelma I i jego drugiej żony Pauliny Fryderyki Wirtemberskiej. Była siostrzenicą szwedzko-norweskiej królowej Zofii Nassau i Wielkiego Księcia Luksemburga Adolfa.

## Małżeństwo i rodzina
W 1881 w Arolsen Paulina wyszła za mąż za księcia Bentheim i Steinfurt Aleksandra (1845-1919), najstarszego syna księcia Ludwika Wilhelma (1812-1890) i jego żony Berty księżniczki Hessen-Philippsthal Barchfeld (1818-1888). Para miała razem 8 dzieci:
- Eberwyn (1882-1949)

∞ 1906−1914 Paulina Langenfeld (1884-1970)
∞ 1918−1919 Ellen Bischoff-Korthaus (1894-1936)
∞ 1920 Anna-Ludwika Husser (1891-1951)
- Wiktor Adolf (1883-1961), książę Bentheim-Steinfurt

∞ 1920 Stefania Schaumburg-Lippe (1899-1925)
∞ 1931 Róża-Helena zu Solms-Lich (1901-1963)
- Karol Jerzy (1884-1951)

∞ 1914 księżniczka Małgorzata Schoenaich-Carolath (1888-1980)
- Elżbieta (1886-1959)
- Wiktoria (1887-1961)
- Emma (1889-1905)
- Aleksander Rainer (1891-1923)
- Fryderyk (1894-1981)

∞ 1934 Luisa z Guelich (1893-1949)